# Maria Beatriu d'Itàlia
Maria Beatriu d'Itàlia, princesa d'Itàlia (Roma 1943). Princesa d'Itàlia de la  Casa dels Savoia amb l'inherent tractament d'altesa reial. La més desconeguda dels quatre fills de l'últim rei italià, Humbert II d'Itàlia, resideix a Mèxic des del seu casament amb Luís Reyna Corvalán.
Nascuda al Palau del Quirinal, a Roma, el dia 2 de febrer de 1943 essent filla del rei Humbert II d'Itàlia i de la princesa Maria Josep de Bèlgica. Neta per via paterna del rei Víctor Manuel III d'Itàlia i de la princesa Helena de Montenegro, per via materna ho era del rei Albert I de Bèlgica i de la duquessa Elisabet de Baviera.
A l'edat de tres anys partí del port de Nàpols, junt amb els membres de la Família reial italiana, cap a l'exili portuguès. Instal·lats a Estoril, a Vil·la Savoia, pocs mesos després visqué la separació de fet dels seus pares la qual cosa la portà a Ginebra on residí junt amb la seva mare a partir de llavors.
Malgrat que Maria Beatriu participà en la majoria d'actes de la reialesa entre la dècada de 1950 i la de 1960, els casament dels reis Balduí I de Bèlgica, Joan Carles I d'Espanya, Constantí II de Grècia o del duc Amadeu de Savoia-Aosta.
A finals de la dècada de 1960 viatjà en diverses ocasions amb la seva mare, la princesa Maria Josep de Bèlgica, a Mèxic on compraren una casa a Cuernavaca. El dia 1 d'abril de 1970 es casà a Ciudad Juárez amb Luís Reyna Corvalán i mesos després ho feu religiosament a Córdoba a l'Argentina.
La parella s'instal·là a Cuernavaca, Mèxic, on l'any 1999 el marit de la princesa Maria Beatriu fou assassinat. La parella tingué tres fills:
- Rafael Reyna de Savoia, nat a Mèxic el 1970 i mort a Boston el 1994 després de cometre suïcidi.

- Patrici Reyna de Savoia, nat a Mèxic el 1971 i mort el mateix any.

- Azaea Reyna de Savoia, nada a Nova York el 1973. Es casà el 1996 a Valle de Bravo amb Arturo Pando i Mundet.

Maria Beatriu visqué molts anys al costat de la seva mare a Cuernavaca. El llegat exonòmic de la princesa Maria Josep ha despertat molts recels entre els quatre germans Savoia.